# Protodioscin
Protodioscin là một hợp chất saponin steroid được tìm thấy trong một số loài thực vật, đáng chú ý nhất là trong các họ Tribulus, Trigonella và Dioscorea.  Nó được biết đến như là thành phần hoạt động giả định của cây thuốc kích dục Tribulus terrestris.
Các chất chiết xuất từ T. terrestris được chuẩn hóa cho hàm lượng protodioscin đã được chứng minh là tạo ra hiệu ứng tiền cương cứng trong các mô bị cô lập và hành động kích thích tình dục ở một số loài động vật.  Người ta cho rằng protodioscin đạt được điều này chủ yếu thông qua việc gây tăng miễn dịch thụ thể androgen, nghĩa là nó làm tăng nồng độ thụ thể androgen trong tế bào, khiến sinh vật trở nên nhạy cảm hơn với androgen như testosterone và DHT.  Cơ chế cho những tác dụng này chưa được thiết lập rõ ràng, và trong khi protodioscin đã được chứng minh là kích hoạt giải phóng oxit nitric trong mô corpus cavernosum, và cũng tạo ra sự gia tăng đáng kể về mặt thống kê của hormone testosterone, dihydrotestosterone và dehydroepiandro nghiên cứu trên động vật, nghiên cứu ở người đã không cho thấy hiệu quả và việc sử dụng nó vẫn còn gây tranh cãi.